# Прапор Красногорська
Міський округ Красногорськ Московської області Росії має власну символіку: герб та прапор.

## Історія
Прапор Красногорська затверджено рішенням Красногорської ради народних депутатів від 23 січня 2008 року. 

## Опис прапора
Прямокутне двостороннє полотнище з співвідношенням ширини до довжини 2:3 розділене по діагоналі  від верхнього кута біля древка до нижнього кутка біля вільного краю на рівні частини: верхню та білу, яка відтворює фігури з гербової композиції в червоних, синіх та білих тонах.